# Yévanique

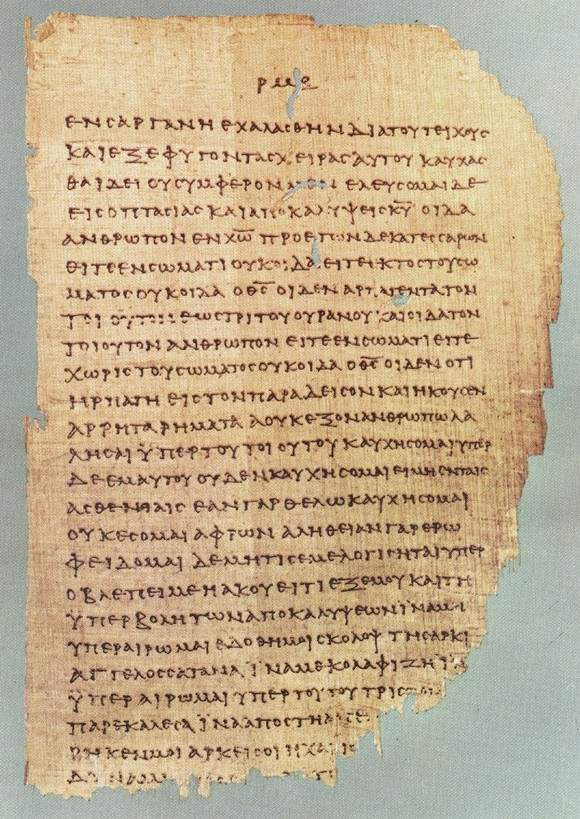

Le yévanique (hébreu : יווניטיקה yevanitica de Yavan, Ionie), également connu sous les noms de romaniote et de judéo-grec, était le dialecte des Romaniotes. La présence de ces Juifs grecs dans le monde hellénophone (Grèce, côtes de la mer Noire, Anatolie, Égypte, Méditerranée orientale) est attestée par des écrits depuis la période hellénistique, sous les empires romain, grec et turc jusqu'au milieu du XXe siècle.
Sa généalogie linguistique le fait remonter à la koinè hellénistique (Ελληνική Κοινή) et inclut également des éléments d'hébreu. Le yévanique et le grec parlé par les populations chrétiennes étaient mutuellement intelligibles, mais les Juifs utilisaient une variante de l'alphabet hébreu pour écrire tant le yévanique que le grec.  
Le yévanique est à présent une langue morte, pour les motifs suivants :
- l'assimilation des communautés romaniotes par les Grecs chrétiens et par les Juifs séfarades venus d'Espagne (Ladinos) ;
- l'extermination par la Shoah de la majeure partie des communautés romaniotes de Grèce et des Balkans ;
- l'émigration de beaucoup de Romaniotes vers les États-Unis et Israël ;
- la progression du sionisme, qui a favorisé l'hébreu comme langue commune aux Juifs, au détriment des langues juives de la diaspora (yiddish, judéo-espagnol, juhuri et autres).